# Parectopa pennsylvaniella
Parectopa pennsylvaniella är en fjärilsart som först beskrevs av Engel 1907.  Parectopa pennsylvaniella ingår i släktet Parectopa och familjen styltmalar. Inga underarter finns listade i Catalogue of Life.